# Hardinge-Brücke
Die Hardinge-Brücke (bengalisch হার্ডিঞ্জ ব্রিজ, englisch Hardinge Bridge) ist eine 1,6 Kilometer lange Eisenbahnbrücke über die Padma in der Nähe des Ortes Paksey in Bangladesch. Die Brücke wurde 1910 bis 1915 erbaut und ist nach dem damaligen Vizekönig und Generalgouverneur von Britisch-Indien, Lord Hardinge, benannt.

## Geschichte
Erste offizielle Vorschläge seitens der Eastern Bengal Railway zum Bau einer Eisenbahnbrücke über die Padma gab es schon im Jahr 1889. Diese sollte Kalkutta, die damalige Residenz des Vizekönigs mit der Provinz Assam im Nordosten verbinden. Eine Kommission wurde eingesetzt, die die Machbarkeit eines solchen Bauwerks beurteilen sollte. 1902 wurde F. J. E. Spring mit den konkreten Planungen beauftragt. Nach ausgedehnten Studien der Strömungsverhältnisse im Ganges/Padma-Delta wurde ein Ort am Unterlauf des Ganges als geeigneter Ort für eine Brücke ausgewählt. Im Dezember 1908 wurde der Brückenbau durch den damaligen Secretary of State for India John Morley angeordnet. Die Konstruktion der eigentlichen Brücke begann im Jahr 1910 unter Leitung des Chefingenieurs Robert Richard Gales.
Die Brücke wurde als Fachwerkbrücke aus Stahlträgern mit untenliegender Fahrbahn ausgeführt. Sie besteht aus insgesamt 21 Bögen. 15 Bögen, die jeweils 105,16 Meter lang sind, überspannen den Fluss und sind an beiden Seiten von drei Bögen, die jeweils 22,86 m messen, flankiert. Die Gesamtlänge der Brücke beträgt 1624 Meter. Insgesamt wurden 27.500 Tonnen Stahl und 1,7 Millionen Nieten verbaut. Die 16 Brückenpfeiler sind im unteren Abschnitt aus Beton und im oberen Teil aus Stahlfachwerk. An den Bauarbeiten, einschließlich der Uferbefestigungen und Umgebungsarbeiten waren mehr als 24.000 Arbeiter beschäftigt. Die Gesamtkosten des Brückenbaus beliefen sich auf 1.393.000 Pfund Sterling. Hinzu kamen 705.650 Pfund Sterling für Flussbaumaßnahmen. Die Brücke verbindet das Breitspur-Eisenbahnnetz südlich des Ganges mit den historischen Meterspur-Eisenbahnen nördlich davon.
Am 1. Januar 1915 erfolgte die einspurige Eröffnung für den Gütertransport. Die Eröffnung für den zweispurigen Güter- und Personentransport folgte am 4. März 1915 in Anwesenheit des Vizekönigs, nach dem sie benannt wurde.
Die Erbauung in einer vergleichsweise kurzen Zeit wurde als eine logistische Meisterleistung betrachtet. Nicht nur mussten die ganzen Baumaterialien bei einer insgesamt sehr lückenhaften Infrastruktur zum Teil aus weiter Entfernung herantransportiert, sondern auch neue Siedlungen mit entsprechender Wohn-Infrastruktur für die Arbeiter geschaffen werden. Auf beiden Seiten des Bauwerks wurden Elektrizitätswerke errichtet, die den elektrischen Strom für die Baumaschinen lieferten. Der Stahl für die Brückenbögen wurde im Vereinigten Königreich produziert, die Bögen selbst in Liverpool hergestellt und nach Britisch-Indien verschifft. Der Schiffstransport wurde dabei ab 1914 durch den Ersten Weltkrieg empfindlich gestört, insbesondere durch den im Indischen Ozean operierenden deutschen kleinen Kreuzer Emden. Drei Brückenbögen gingen auf See verloren. Mehr als 900 Meter Ufer der Padma flussaufwärts und 300 Meter flussabwärts wurden befestigt, um den Flusslauf zu stabilisieren.

### Beschädigungen
Am 25. September 1933 wurde bei Hochwasser der Padma das rechte Ufer auf einer Breite von 120 Metern unterspült. Trotz sofort eingeleiteter Sicherungsmaßnahmen kam es zu einer erneuten Unterspülung am 7. Oktober desselben Jahres, diesmal in einer Breite von knapp 490 Metern. Die Sicherungs- und Rekonstruktionsarbeiten erforderten volle zwei Jahre intensiver Arbeit. Die Brücke wurde im Bangladesch-Krieg im Dezember 1971 schwer beschädigt. Bis zum Oktober 1972 wurde sie mit Hilfe indischer Ingenieure vorläufig wieder instand gesetzt. Die vollständige Ausbesserung der Schäden dauerte bis zum August 1975.

### Neuzeit
Seit ihrer Eröffnung war die Brücke über viele Jahrzehnte die einzige Verbindung zwischen den Eisenbahnnetzen in Meterspur- nördlich des Ganges und in indischer Breitspur südlich davon. Dies änderte sich erst nach der Eröffnung der Bangabandhu-Brücke über die Jamuna im Jahr 1998. Auch heute noch ist die Hardinge-Brücke für Bangladesh Railway von zentraler Bedeutung. Von Juli 1997 bis Februar 2004 wurde etwa 300 Meter flussabwärts die Lalon-Shah-Brücke als Straßenbrücke erbaut. Sie ist von der Hardinge-Brücke aus gut sichtbar.
Zum hundertsten Jahrestag der Brückeneinweihung am 4. März 2015 gab es mehrere Festakte und -veranstaltungen. Die Brücke gilt heute als Touristenmagnet und als bedeutendes Brückenbauwerk aus der britischen Kolonialzeit.

Verschiedene Ansichten der Brücke
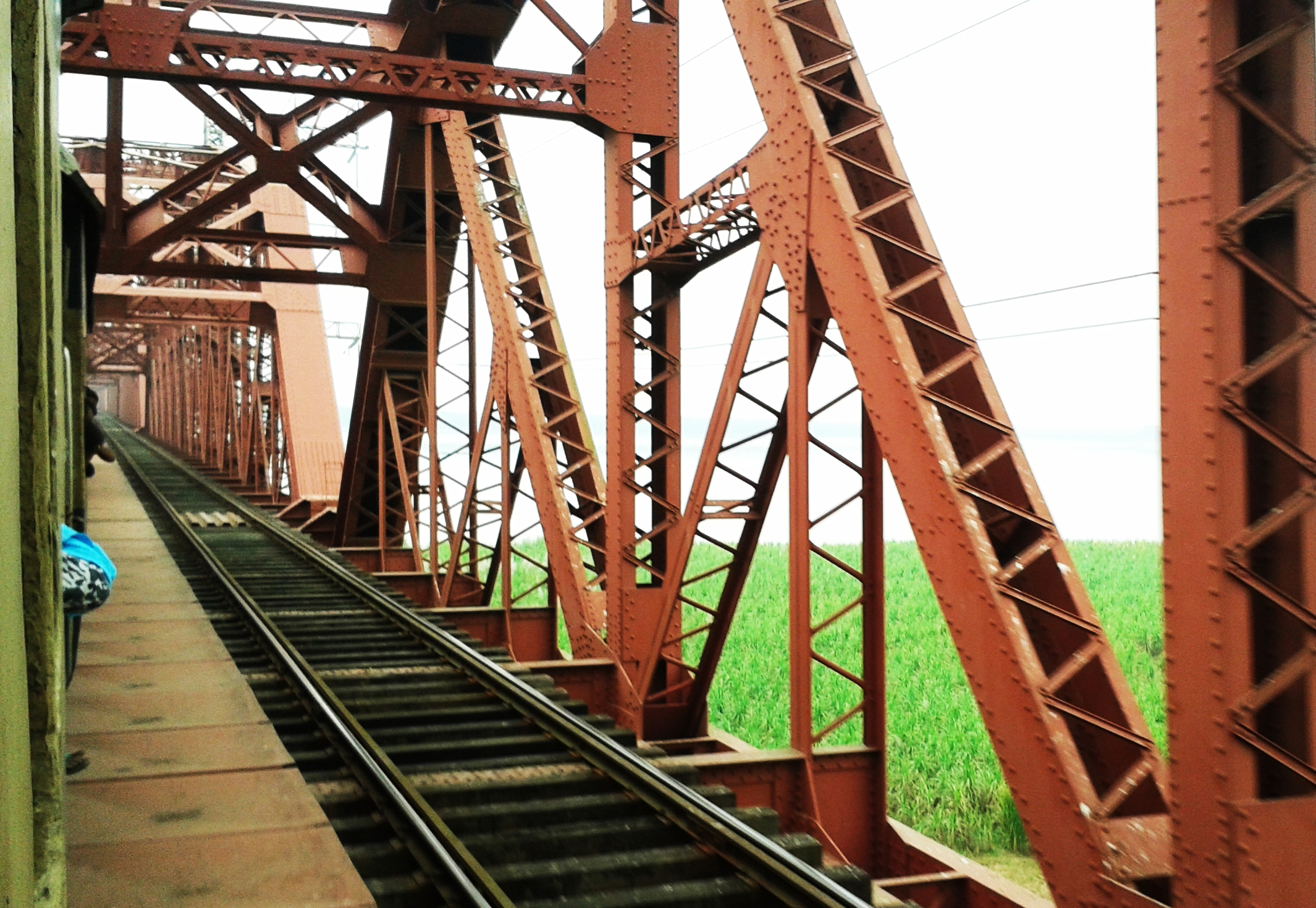
Oberbau der Brücke
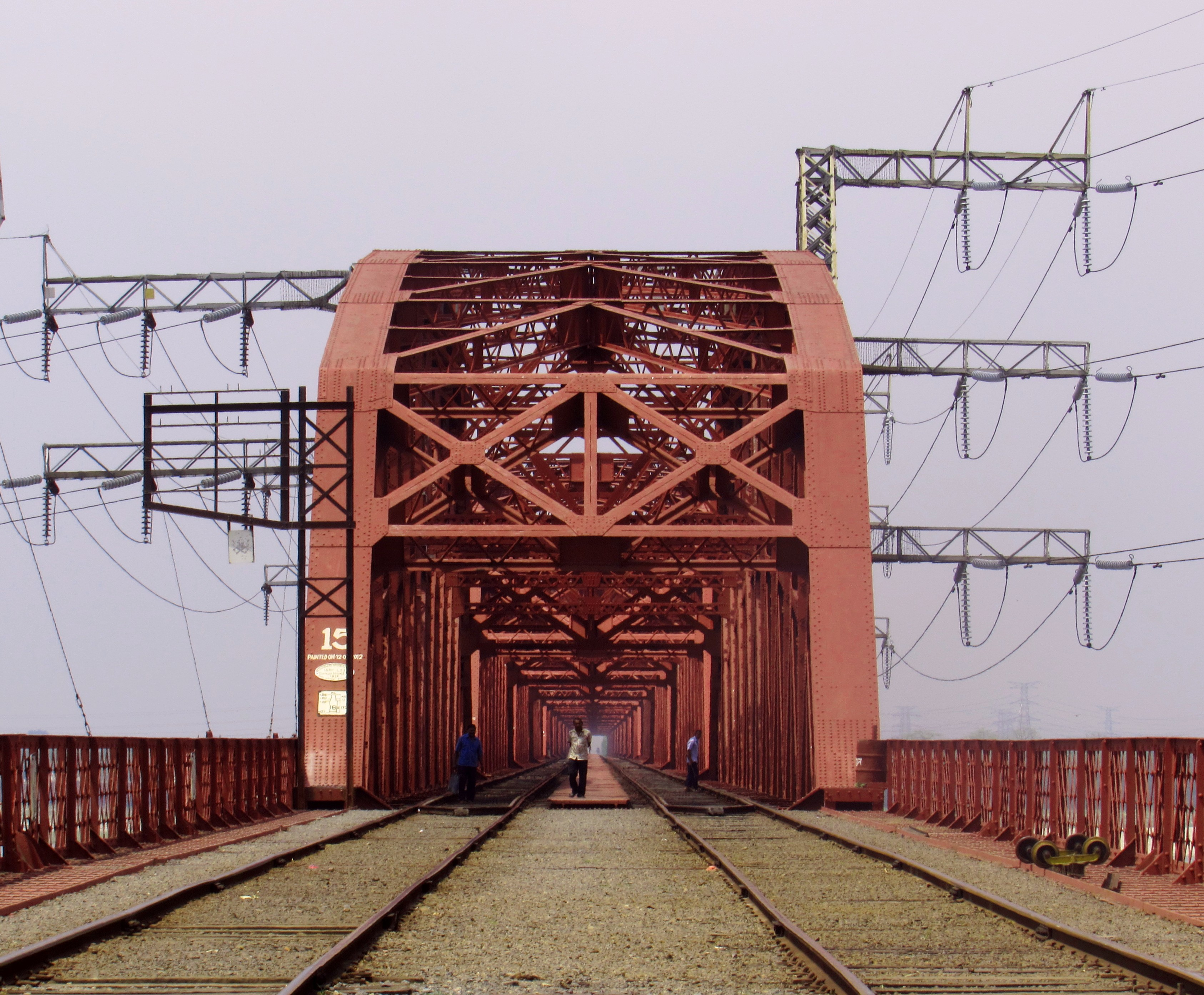
Einfahrt zur Brücke
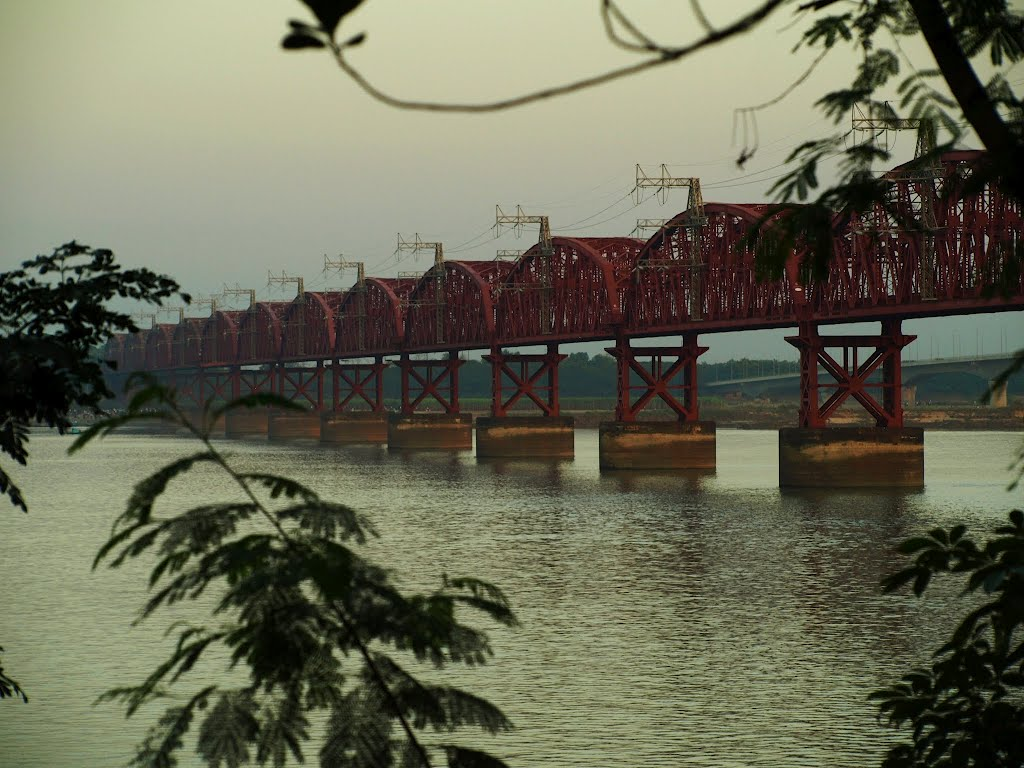
Blick vom Ufer in der Abenddämmerung